# Ронкупи
Ронкупи (познатији и као Лепча) (енгл. Rongkups; Lepcha people) су народ тибетанског порекла настањен у индијској држави Сиким. Укупно их има око 80.000, од тога 76.875 у Индији и 3.125 у Непалу. Говоре ронкупским језиком, који спада у тибетско-бурманску грану сино-тибетанске породице језика.
Уопштено, у антрополошком смислу, припадају тибетској групи монголоидне расе.

## Историја
Ронкупи се сматрају најстаријим народом у Сикиму, док су се остали народи настанили на тим подручјима у 13. веку, пореклом са планина пре доласка тибетских Бутија. Они се такође сматрају сикимским народом.
Порекло Ронкупа није потпуно објашњено. Сматра се да воде порекло са Тибета, Јунана или Монголије, али Ронкупи сматрају да нису мигрирали из одређеног подручја ни одакле и да су аутохтони у тим подручјима. Базирано на овиме, неки антрополози верују да су директно емигрирали из Тибета ка северу, Јапана или из источне Монголије. Остали предлажу комплекснију миграцију која је почела у јужном Тибету, онда миграцијом према Тајланду, Мјанмару или Јапану, и настављена навигацијом према рекама Иравади и Чиндвин, и напокон настањујући се у Индији.
Остали народи, поред Ронкупа, су углавном тибетанског и индоаријског порекла.

## Језик
Говоре ронкупским језиком који спада у тибетско-бурманску грану сино-тибетанске породице језика. Имају своје писмо које је доста слично тибетанском, мада у себи има и бурманске примесе. Сматра се да је ронкупско писмо настало средином 18. века.

## Религија
Ронкупи су углавном будисти, утицајем народа Бути са севера, мада је и немали број Ронкупа усвојио и хришћанство. Неки су одржали шаманистичку религију, познатију као Мун. Према попису из 2001. године у Непалу, око 88,9% Ронкупа се изјаснило да су будистичке вере, а 7,7% се изјаснило да су хиндуисти.